# Jan Blažej Santini-Aichel
Jan Blažej Santini-Aichel, né le 3 février 1677 à Prague et mort le 7 décembre 1723 dans la même ville, est un architecte bohémien d'origine italienne célèbre pour l'invention du style du baroque gothique.

## Biographie
Fils ainé de Santini Aichel, membre d'une famille de tailleurs de pierre, il naît le jour de la Saint-Blaise dont il reçoit le nom (Blažej est l'équivalent tchèque de Blaise). Il est baptisé le lendemain de sa naissance en la cathédrale Saint-Guy de Prague sous le nom de Jan Blažej Aichl. 
On le connaît sous plusieurs noms : Jan Blažej Santini, Jan Santini Aichl, Giovanni Santini, Jan Blažej Santini-Eichel, Giovanni Santini-Aichl, Johann Blasius Santini-Aichel, Giovanni Blasius Santini ou encore Jan Blažej Santini-Aüchel.
Il est handicapé de naissance, ce qui lui évite de suivre les pas de son père en tant que tailleur et sculpteur.

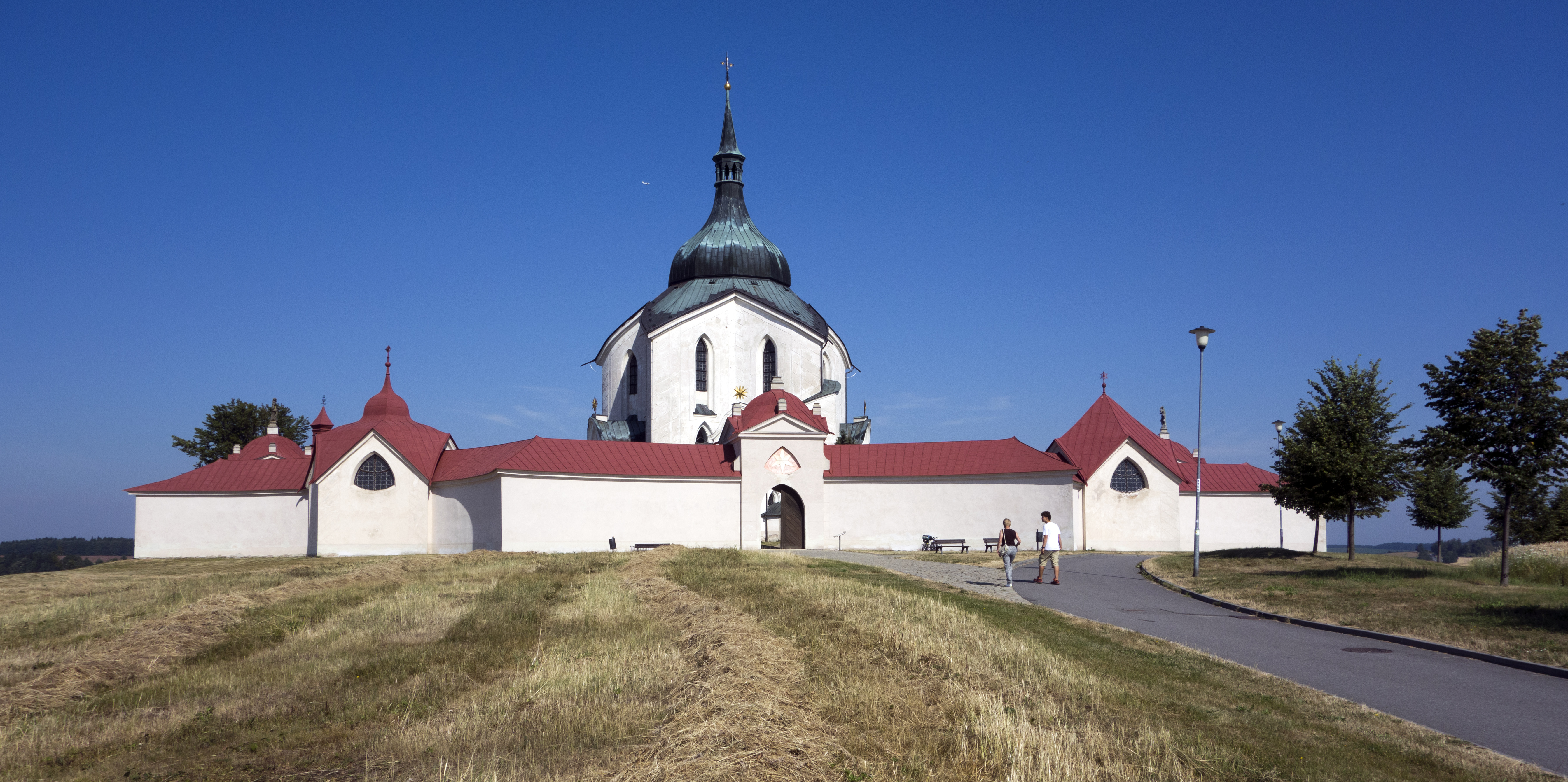
vue d'ensemble de l'église Saint Jean-Népomucène sur le "mont vert" avec la galerie couverte qui l'entoure

Il est tout d'abord l'élève de Kristián Schröder (cs) (1655–1702), peintre et administrateur des collections de peintures du château de Prague. Il poursuit ses études en entamant son voyage de compagnon en Autriche, puis en Italie et on le retrouve à Rome où il découvre les œuvres de Gian Lorenzo Bernini et de Francesco Borromini.
En 1700, il est déjà installé et membre de la guilde des architectes et constructeurs. La réussite est précoce puisque dès 1705 il peut acheter une maison à Malá Strana pour 3 000 thalers (maison Valkounský (čp. 211) dans la rue Nerudova). Il est sans doute le partenaire de l'architecte Jean-Baptiste Mathey (1630, Dijon – 1696, Paris) puisqu'à sa mort, il reprend ses projets et sa clientèle.
Il épouse en 1707 la fille de Kristián Schröder, Véronique-Élisabeth. Ils ont quatre enfants, trois fils qui meurent en bas âge de la tuberculose, Jan Norbert Lukáš (* 1707), Josef Rudolf Felix Grégoire (* 1708), František Ignác (* 1710) et une fille Anna Veronika (* 1713).
En 1720, à la suite du décès de sa première épouse, il se marie avec une noble de la Bohême du Sud, Antonia Ignatia Chřepická z Modliškovic, ce qui montre son ascension sociale et lui fait atteindre le statut nobiliaire. Ils ont deux enfants, Jana Ludmila (* 1721) et Jan Ignac Roch en 1723, l'année de la mort de Jan Blažej.
Tous les parrains des enfants de Jan Blažej sont des membres de la haute aristocratie de Bohême, patrons ou clients de l'architecte.

## Œuvres

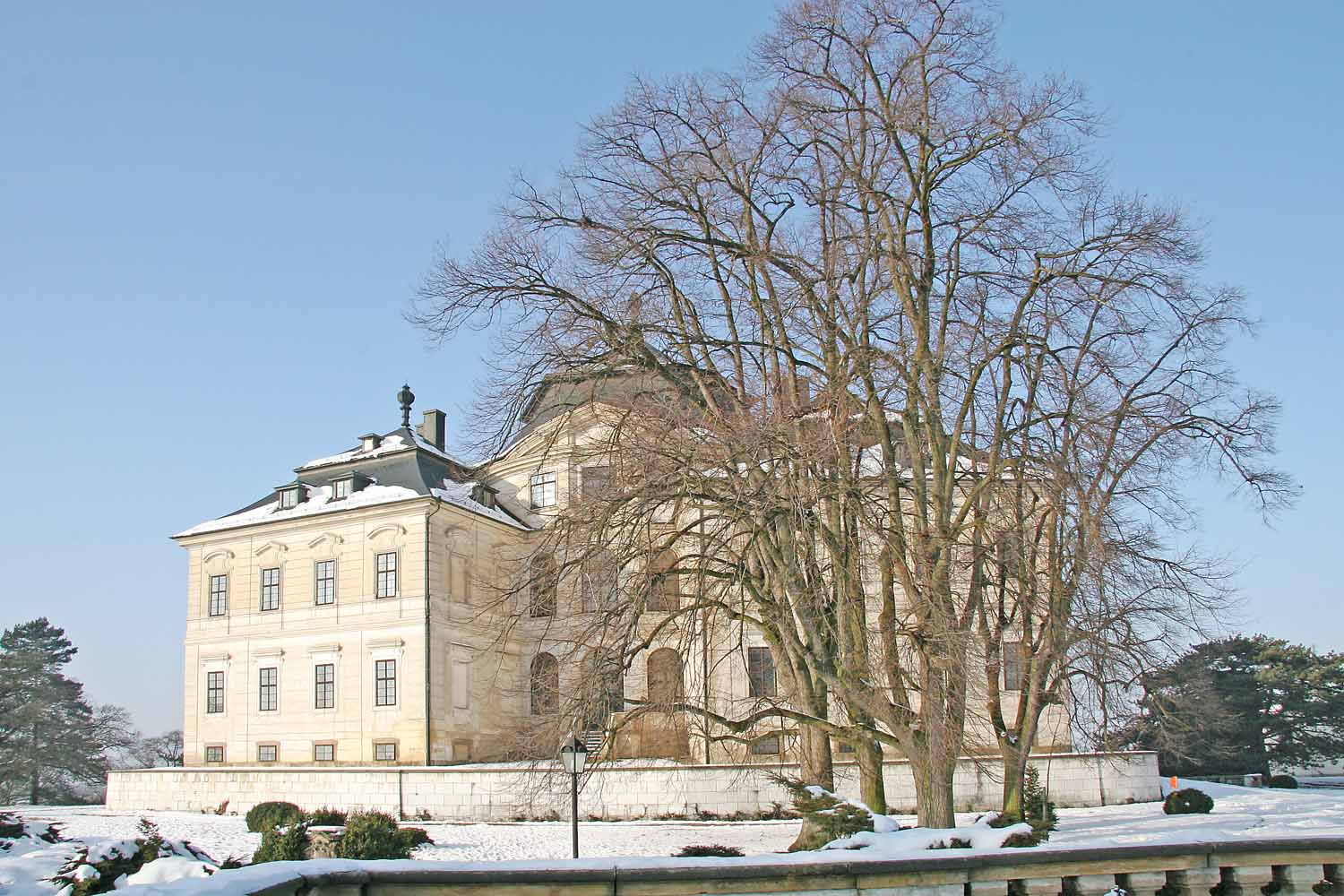
Château de Karlova Koruna

Les bâtiments conçus par Santini, ou à la réalisation desquels il a contribué sont très nombreux ; ils se concentrent notamment à Prague, dans l'Ouest de la Bohême, dans la Bohême de l'Est et le Sud-Ouest de la Moravie. Le catalogue des œuvres établi par Sergio Cerulli comporte 158 bâtiments, tous situés dans l'actuelle Tchéquie sauf deux en Saxe (Allemagne). Il s'agit très majoritairement de bâtiments religieux, édifiés dans un contexte de Contre-Réforme catholique. 

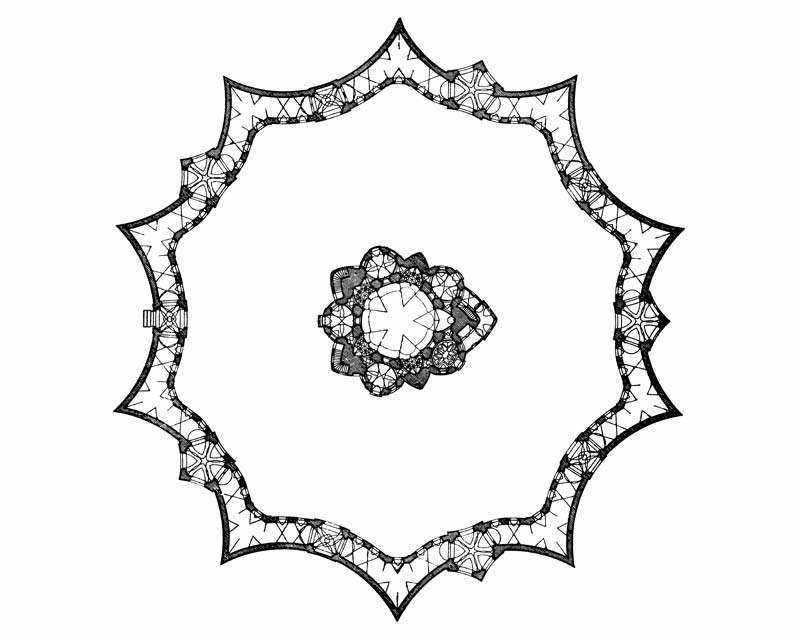
plan d'ensemble de l'église de pèlerinage Saint Jean-Népomucène et de la galerie (déambulatoire)

La plupart de ces œuvres sont conçues dans un style baroque très expressif et très plastique, dans l'esprit de Francesco Borromini, et ne relèvent pas du baroque-gothique, utilisé presque exclusivement dans les commandes des « anciens » ordres religieux, bénédictin, cistercien et prémontré. Ceux-ci montrent ainsi, par ce rappel du style gothique en plein apogée du baroque, l'ancienneté de leur présence dans les territoires de la couronne de Bohême et leur légitimité face aux nouveaux ordres issus de la Contre Réforme, comme les Jésuites, pour lesquels Santini ne travaillera pas.

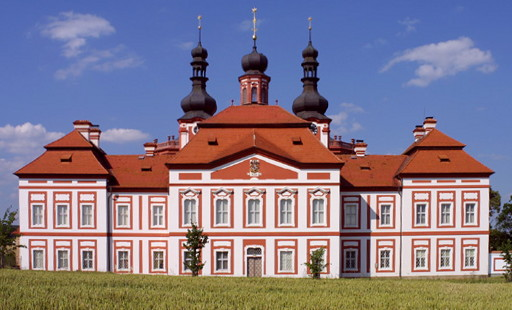
abbaye de Mariánská Týnice (façade sud)

Principales œuvres dont l'attribution est certaine
- reconstruction de l'église conventuelle Notre Dame de l'Assomption (cs) (à partir de 1701) en l'abbaye de Kladruby, près de Plzeň, exemple sans doute le plus spectaculaire du baroque-gothique.
- reconstruction de l'église de l’Assomption et Saint Jean Baptiste de Sedlec (1703), autre remarquable exemple de baroque-gothique, et de l'ossuaire (chapelle de Tous-les-saints) de Sedlec (1712-1714) dans la banlieue de Kutná Hora
- couvent cistercien comprenant : église conventuelle Notre-Dame de l'Assomption (reconstruction - 1706), prélature, ferme (plan en forme de lyre), écuries, pont, cimetière (1709 - agrandi quelques années plus tard), auberge (à Ostrov nad Oslavou) et site de pèlerinage du "Mont vert" (en tchèque Zelena hora) avec l'église Saint-Jean-Népomucène (1719-1727), un site du patrimoine mondial, dont le plan est une étoile à cinq branches, l'ensemble situé au nord de la ville de Žďár nad Sázavou
- chapelle Sainte-Anne (dépendance du couvent Saint-Georges du château de Prague) à Panenské Břežany (1705-1707) au nord de Prague.
- abbaye de Mariánská Týnice (à partir de 1711)
- abbaye de Plasy (1711-1723), et ses dépendances : la chapelle du Nom de Marie à Mladotice (1710), les plans de la ferme conventuelle de Hubenov (construite en 1734) et probablement ceux de la ferme conventuelle de Kalec (en).
- château de Karlova Koruna (la couronne de Charles) pour les comtes Kinský à Chlumec nad Cidlinou (1721-1723) dont le plan rappelant une couronne est composé d'un cercle central occupé par une immense salle de réception, entouré de trois ailes carrées.

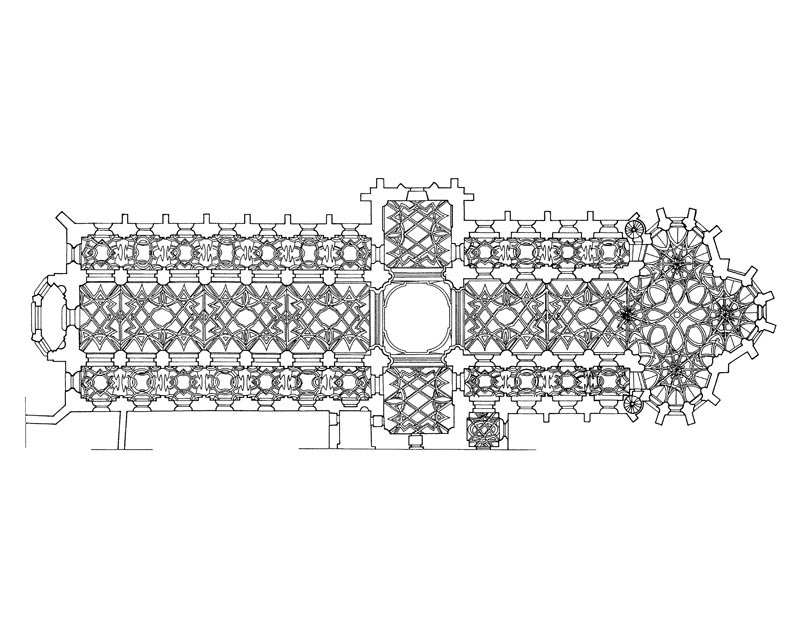
plan de l'abbatiale de Kladruby avec indication du réseau des arcs entrelacés typique du système de voûtement baroque-gothique

- église paroissiale de Tous les saints (1700) et extension château des comtes Schaffgotsch (en) (1721) à Lázně Bělohrad
- église St Jacques le Majeur de Kopídlno (1704-1705)
- église de la Sainte Trinité (1713) et extension du château des comtes Kolovrat-Liebstein (cs) (1725) à Rychnov nad Knĕžnou
- palais des comtes Morzin (Morzinský palác) à Malá Strana (Prague) (1713-1714).
- palais Kolovrat-Ledebur (palác Kolovrato-Ledeburský) à Malá Strana (Prague) (1715)
- palais des comtes de Thun-Hohenstein (Thunovský palác) à Malá Strana (Prague) (1716-1726).
- église St Nicolas de Humpolec (1721-22)
- monastère bénédictin (cs) et église Saints-Pierre-et-Paul (cs) de Rajhrad, près de Brno (1722-1755)
- église de pèlerinage Saint-Venceslas (Sv. Vaclav) de Zvole (1725).plan du château de Karlovà Koruna

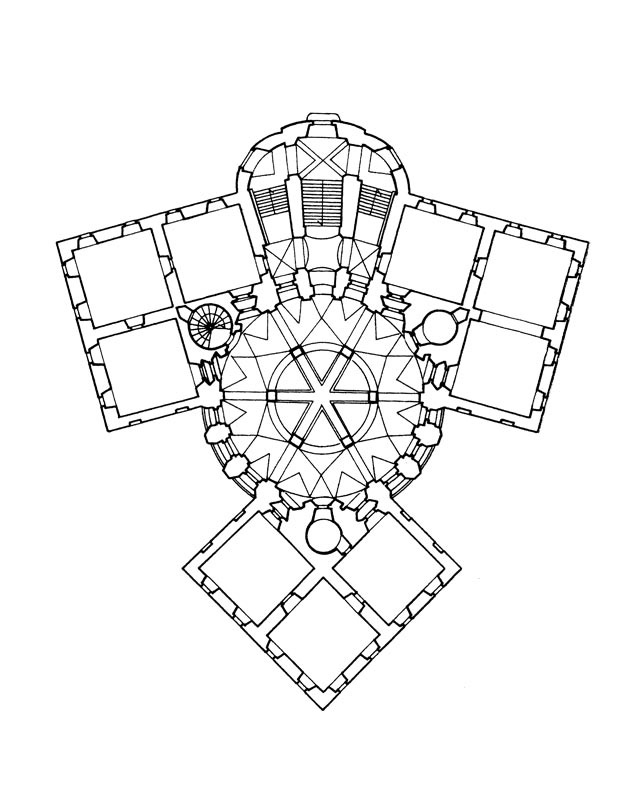
plan du château de Karlovà Koruna

Œuvres dont l'attribution n'est pas totalement certaine ou qui ont été mises en œuvre par d'autres architectes
- plans initiaux du couvent cistercien (devenu ensuite château) de Zbraslav, au sud de Prague (1716-1727).
- plans de l'église Notre-Dame-de-la-Nativité du couvent prémontré de Želiv, création baroque-gothique, réalisée par J.J. Vogler (à partir de 1716)
- plans de l'église de pèlerinage Notre-Dame-de-la-Nativité de Křtiny, près de Brno, construite de 1718 à 1750
- plans de l'église de pèlerinage de la Visitation d'Obyctov, près de Žďár nad Sázavou (plan en forme de tortue), construite après sa mort (1731-1734)
- achèvement de l'église de pèlerinage du Saint Nom de Marie à Lomec (1692-1702).
- chapelle Sainte-Anne du cloître du sanctuaire de l'Assomption à l'extérieur de la ville d'Olomouc (date ?).
- façade de l'église Saint-Gall (Sv. Havel) à Prague (1722).
- chapelle St Etienne du couvent des Prémontrés de Hradisko dans la banlieue d'Olomouc